# The Secret Value of Daydreaming
The Secret Value of Daydreaming ist das zweite Album des britischen Sängers Julian Lennon. Es wurde im März 1986 von Atlantic Records in the USA und in Kanada und von Charisma/Virgin Records weltweit veröffentlicht.

## Entstehung
Nachdem Julian Lennon im Jahr 1984 sein Debütalbum Valotte herausgebracht hatte, das mit Too Late For Goodbyes einen internationalen Hit enthielt, ging er zunächst auf Tournee. Nach seiner Rückkehr drängte die Plattenfirma ihn, ein weiteres Album aufzunehmen:

„Ich hatte gerade meine erste Tour beendet und die Plattenfirma sagte, Okay, Du hast einen Hit gehabt, geh’ ins Studio, wir haben schon gebucht. Und ich erwiderte, Ihr müßt mir ein bißchen Zeit geben, um kreativ zu sein, bitte, aber alles, war ich darauf zu hören kriegte, war Sei nicht albern!. Also gehorchte ich und meiner Meinung nach war das Zeit- und Geldverschwendung.“

Im Nachhinein befand Lennon, er sei „zu der zweiten Platte […] gezwungen [worden]. Ich war mit der Platte überhaupt nicht glücklich.“
Das Schwarz-Weiß-Cover des Albums zeigt Lennons Gesicht in Frontal- und Seitenansicht. Um ihn herum ist Rauch erkennbar. Das Foto stammt von Timothy White. Auf der Innenhülle der Platte bedankt sich Lennon unter anderem bei Phil Collins für einen Crashkurs in Handschrift – der handschriftliche Titel und Name von Lennons Album gleicht der handschriftlichen Kennzeichnung auf zahlreiche Soloalben Collins’ – sowie bei seiner Mutter Cynthia Lennon. Die Dankesliste endet mit den Worten „And to my Father…“.

## Titel
1. Stick Around – 3:39
2. You Get What You Want – 4:04
3. Let Me Tell You – 4:16
4. I've Seen Your Face – 3:27
5. Coward Till the End? – 6:11
6. This Is My Day – 3:51
7. You Don't Have to Tell Me – 4:55
8. Everyday – 3:51
9. Always Think Twice – 3:56
10. Want Your Body – 3:25

Alle Titel wurden von Julian Lennon geschrieben, der auf dem Album auch Bass, Gitarre, Piano und Keyboard spielt. Ausnahmen bilden Coward Till the End?, geschrieben von Julian Lennon und Justin Clayton, sowie Everyday, geschrieben von Julian Lennon, Justin Clayton und Carlton Morales.
Auf der Single You Get What You Want ist Billy Joel am Piano zu hören. Auch Joels langjähriger Gitarrist David Brown wirkte an der Platte mit.

## Charterfolge
The Secret Value of Daydreaming erreichte Platz 32 der US-Billboard-Charts und wurde für über 500.000 verkaufte Exemplare am 22. Mai 1986 mit der Goldenen Schallplatte ausgezeichnet.
Die erste Singleauskopplung des Albums wurde Stick Around, die es bis auf Platz 32 der US-Billboard-Charts schaffte und in Großbritannien Platz 86 erreichte. Im zugehörigen Musikvideo traten unter anderem Jami Gertz, Michael J. Fox und Joe Piscopo auf. Die weiteren Singleauskopplungen This Is My Day und Want Your Body erreichten keine Chartplatzierung.

## Kritik
Die Jugendzeitschrift Bravo präsentierte The Secret Value of Daydreaming als „LP-Der Woche“ und befand, dass Lennon es mit seiner zweiten LP geschafft habe, „den mächtigen Schatten seines [Vaters] abzuschütteln“. Lennons Kompositionen seien „echt stark, feinfühlig… und trickreich…“. Musikexpress sah in Lennons zweitem Album „eher eine bewußte Abkehr als eine Weiterentwicklung der [akustisch, John-Lennon-mäßigen] Richtung“.
Stephen Thomas Erlewine von allmusic.com befand, dass nur eine Handvoll Titel inklusive Stick Around tatsächlich mehr seien als glattes, perfekt produziertes Material. Rolling Stone kritisierte die abstrakten, oft aussagelosen Liedtexte, die sich meist mit Beziehungsthematiken beschäftigen.